# 564 TCN
564 TCN là một năm trong lịch La Mã.

## Sự kiện
Đức phật THÍCH CA MÂU NI RA ĐỜI

## Mất
- Mục Khương